# Micha’el Oratowski
Michael Oratovsky (ur. 3 kwietnia 1974 jako Michaił Borisowicz Oratowski, ros. Михаил Борисович Оратовский) – izraelski szachista, do 1992 roku reprezentant Związku Radzieckiego, arcymistrz od 2002 roku.

## Kariera szachowa
Pod koniec lat 80. uczęszczał do słynnej szkoły szachowej Michaiła Botwinnika. Uczestniczył w turniejach o mistrzostwo ZSRR juniorów do 16 i 20 lat, jak również w rozgrywkach drużynowych. Po rozpadzie Związku Radzieckiego wyjechał do Izraela. W 1992 r. zadebiutował w finale indywidualnych mistrzostw tego kraju, dzieląc VI-IX miejsce, w 1993 r. podzielił I m. w Tel Awiwie (wspólnie m.in. z Ramem Sofferem), zwyciężył w turnieju juniorów w Lenk i podzielił V-VII miejsce na mistrzostwach Europy juniorów do 18 lat, a w 1994 r. zdobył tytuł mistrza Izraela juniorów do 20 lat, zajął I m. w Saanen oraz wystąpił na mistrzostwach świata juniorów w tej kategorii wiekowej, zajmując VIII-XI miejsce.
Sukcesy w kolejnych latach:
- 1996 – Cannes (dz. I m. wspólnie z Mišo Cebalo, Nikołą Mitkowem i Nino Kirowem),
- 2001 – Badalona (dz. I m. wspólnie z Atanasem Kolewem i Miguelem Munozem Pantoją(inne języki)), Balaguer (dz. I m. wspólnie z Tomášem Polákiem i Heikki Westerinenem), Albacete (dz. I m. wspólnie m.in. z Elizbarem Ubiławą), Salou (II m. za Didierem Collasem(inne języki)), Lizbona (dz. II m. za Jeroenem Piketem, wspólnie z Arturem Koganem),
- 2002 – Albacete (dz. I m. wspólnie z Alexisem Cabrerą), dz. I m. w Bad Wiessee (wspólnie z Konstantinem Landą, Władimirem Małachowem, Lewonem Aronjanem, Geraldem Hertneckiem, Igorem Chenkinem i Rolandem Schmaltzem), Lorca (dz. II m. za Karenem Mowsesjanem, wspólnie m.in. z Bogdanem Laliciem),
- 2003 – Cerler (I m.), Maia (dz. I m. wspólnie z Karenem Mowsesjanem i Kevinem Spraggettem),
- 2004 – Benasque (dz. I m. wspólnie z Arturem Koganem, Zbynkiem Hráčkiem, Władimirem Burmakinem, Lázaro Bruzónem i Pawło Eljanowem),
- 2005 – Benasque (II m. za Krishnanem Sasikiranem).

Najwyższy ranking w karierze osiągnął 1 stycznia 2003 r., z wynikiem 2587 punktów zajmował wówczas 5. miejsce (za Borysem Gelfandem, Ilją Smirinem, Emilem Sutowskim i Ołeksandrem Chuzmanem) wśród izraelskich szachistów.